# Benjamin Levécot
Benjamin Levécot (* 23. Mai 1977 in Soissons) ist ein ehemaliger französischer Radrennfahrer.

## Sportliche Laufbahn
Levécot war im Straßenradsport aktiv. Mit dem Radsport begann er im Verein CC Vallee de l’Ourcq. Im August 2000 wurde er Stagiaire im Radsportteam BigMat-Auber 93, ein Jahr später Berufsfahrer. 2000 siegte er im traditionsreichen Eintagesrennen Paris–Ézy und im Boucles de l’Essonne, 2001 im Prix de la ville de Soissons. 2003 gewann er das Etappenrennen Tour de la Manche vor Thomas Dekker und das Einzelzeitfahren der Tour du Pays Roannais. Im Duo Normand wurde er Zweiter, ebenso wie 2004. 2005 trat er vom Radsport zurück.